# Santalum ellipticum
Santalum ellipticum är en sandelträdsväxtart som beskrevs av Charles Gaudichaud-Beaupré.
Santalum ellipticum ingår i släktet Santalum och familjen sandelträdsväxter. Inga underarter finns listade i Catalogue of Life.